# Michel Brault
Michel Brault (Mont-real, 25 de juny de 1928 - Toronto, 21 de setembre de 2013) va ser un realitzador cinematogràfic, director de cinema, camerògraf, muntador i guionista quebequès. Va iniciar-se com a operador i productor en pel·lícules documentals, estil pel qual destacà. És considerat un dels millors experts en cinema directe i de l'estil de càmera en mà.

## Obres
- Les Raquetteurs (1958)
- Chronique d'un été (1961)
- Pour la suite du monde (1962)
- Entre la mer et l'eau douce (1966)
- Les Enfants du silence (1968)
- L'Acadie, l'Acadie (1972)
- Les Ordres (1974, premi a la millor direcció el 1975 al Festival de Canes)